# Trofeo Laigueglia 2009
Il Trofeo Laigueglia 2009, quarantaseiesima edizione della corsa e valida come evento dell'UCI Europe Tour 2009 categoria 1.1, fu disputata il 21 febbraio 2009, su un percorso di 176,1 km. Fu vinta dall'italiano Francesco Ginanni, al traguardo con il tempo di 4h33'02" alla media di 38,699 km/h.
Partenza a Laigueglia con 179 ciclisti, di cui 93 portarono a termine il percorso.

## Ordine d'arrivo (Top 10)
| Pos. | Corridore           | Squadra       | Tempo    |
| ---- | ------------------- | ------------- | -------- |
| 1    | Francesco Ginanni   | Diquigiovanni | 4h33'02" |
| 2    | Filippo Pozzato     | Katusha       | s.t.     |
| 3    | Enrico Rossi        | Cer. Flaminia | s.t.     |
| 4    | Francisco Ventoso   | Carmiooro     | s.t.     |
| 5    | Alessandro Ballan   | Lampre-N.G.C. | s.t.     |
| 6    | Daniele Pietropolli | LPR Brakes    | s.t.     |
| 7    | Steve Cummings      | Barloworld    | s.t.     |
| 8    | Simon Clarke        | Amica Chips   | s.t.     |
| 9    | Pasquale Muto       | Miche         | s.t.     |
| 10   | Stefano Garzelli    | Acqua & Sap.  | s.t.     |